# Смерть Сигизмунда Августа в Кнышине
«Смерть Сигизмунда Августа в Кнышине» (пол. Śmierć Zygmunta Augusta w Knyszynie) — картина польского художника Яна Матейко на исторический сюжет, созданная в 1886 году. Хранится в Национальном музее в Варшаве.
Матейко изобразил момент смерти короля Речи Посполитой Сигизмунда II Августа 7 июля 1572 года в городе Кнышин в Подляшье. Король лежит в постели, к нему подходит священник со святыми дарами.